# Vrededorp
Vrededorp ist ein Stadtteil der Metropolgemeinde City of Johannesburg in Südafrika. Er gehört zur Stadtregion F, die die Innenstadt Johannesburgs bildet. Zusammen mit dem südwestlich angrenzenden Pageview bildet es den häufig Fietas genannten Stadtteil. Die Unterscheidung zu Pageview ist oft unscharf.

## Geographie
2011 hatte Vrededorp 2742 Einwohner. Der Stadtteil liegt nordwestlich der Innenstadt Johannesburgs und fast unmittelbar nordwestlich des Bahnhofs Braamfontein; der Stadtteil Braamfontein liegt weiter östlich. Östlich von Vrededorp grenzt an zwei Friedhöfe: der Braamfontein Cemetery im Osten und der Brixton Cemetery im Westen.

## Geschichte
Vrededorp wurde als Stadtteil für ärmere Bürger der Stadt Johannesburg gegründet und stand anfangs allen Bevölkerungsgruppen offen. Die Lebensverhältnisse waren schlecht. So führte die mangelhafte Kanalisation zu hohen Krankheitsraten. Der 1895 entstandene Name ist Afrikaans und bedeutet „Dorf des Friedens“. Am 19. Februar 1896 richtete eine große Dynamit-Explosion im Bahnhof Braamfontein schwere Schäden in Vrededorp und umliegenden Stadtteilen an. Entlang der 14th Street arbeiteten viele meist indische Textilhändler, englisch fitters, die zur Bezeichnung Fietas führten. Das Fietas Museum liegt im Westabschnitt der Straße, der bereits zu Pageview gehört.
1957 wurde Vrededorp von der Apartheid-Regierung gemäß dem Group Areas Act zu einem „weißen“ Gebiet erklärt. 5760 Menschen, Inder, Chinesen, Coloureds, Kapmalaien und Schwarze, mussten den Stadtteil verlassen und in abgelegenere Stadtteile ziehen; andere Gebiete des Stadtteils wurden 1976 geräumt. Fast alle Häuser wurden abgerissen. Zwei Kirchen und zwei Moscheen blieben erhalten: die 1935 entstandene 23th Street Mosque – auch Mohamandan Mosque – in Pageview und die 15th Street Mosque (Talimul Islam Masjid). Die indische Bevölkerung Vrededorps wurde nach Lenasia umgesiedelt. Bis heute ist Vrededorp ein ärmlicher Stadtteil.

## Verkehr
Die Motorways 7, 17 und 18 führen durch Vrededorp.

## Infrastruktur

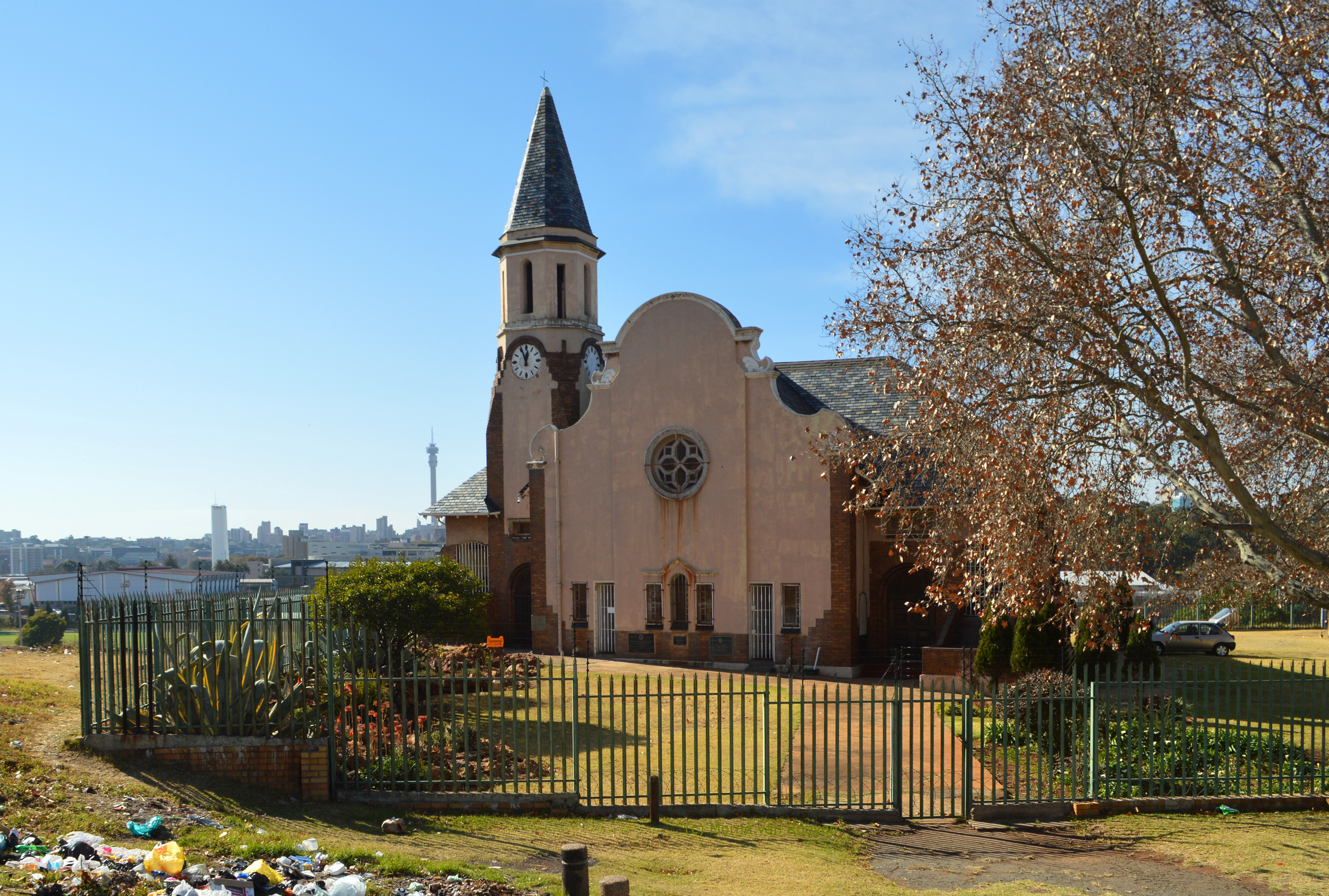
Niederländisch-reformierte Kirche in Vrededorp

Im Nordosten Vrededorps steht eine niederländisch-reformierte Kirche.

## Persönlichkeiten
- Peter Abrahams (1919–2017), Schriftsteller, geboren in Vrededorp
- Peter Magubane (1932–2024), Fotograf, geboren in Vrededorp
- Ezrom Legae (1938–1999), Bildhauer und Maler, geboren in Vrededorp
- Zackie Achmat (* 1962), AIDS-Aktivist, geboren in Vrededorp